# Liste von Söhnen und Töchtern von Saint Paul (Minnesota)
Folgende Persönlichkeiten sind in Saint Paul, Minnesota geboren. Ob sie ihren späteren Wirkungskreis dort hatten oder nicht, ist dabei unerheblich. Die Auflistung erfolgt chronologisch.

## 19. Jahrhundert

### 1854–1890

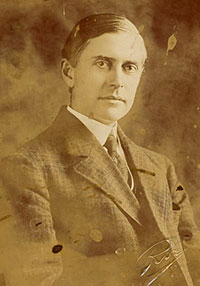
Arthur Farwell
(1872–1952)

- Marshall Burns Lloyd (1858–1927), Erfinder und Unternehmer
- Alexis Jean Fournier (1865–1948), Maler
- Arthur Farwell (1872–1952), Komponist
- James Albert Duffy (1873–1968), römisch-katholischer Bischof von Grand Island
- James Oppenheim (1882–1932), Poet, Autor und Herausgeber
- Frank Waller (1884–1941), Leichtathlet
- Michael L. Igoe (1885–1967), Jurist und Politiker
- Paul Manship (1885–1966), Bildhauer
- Mike Gibbons (1887–1956), Boxer
- Blanche Yurka (1887–1974), Opernsängerin und Schauspielerin
- Edward Fitzgerald (1890–1966), Eishockeyspieler

### 1891–1900

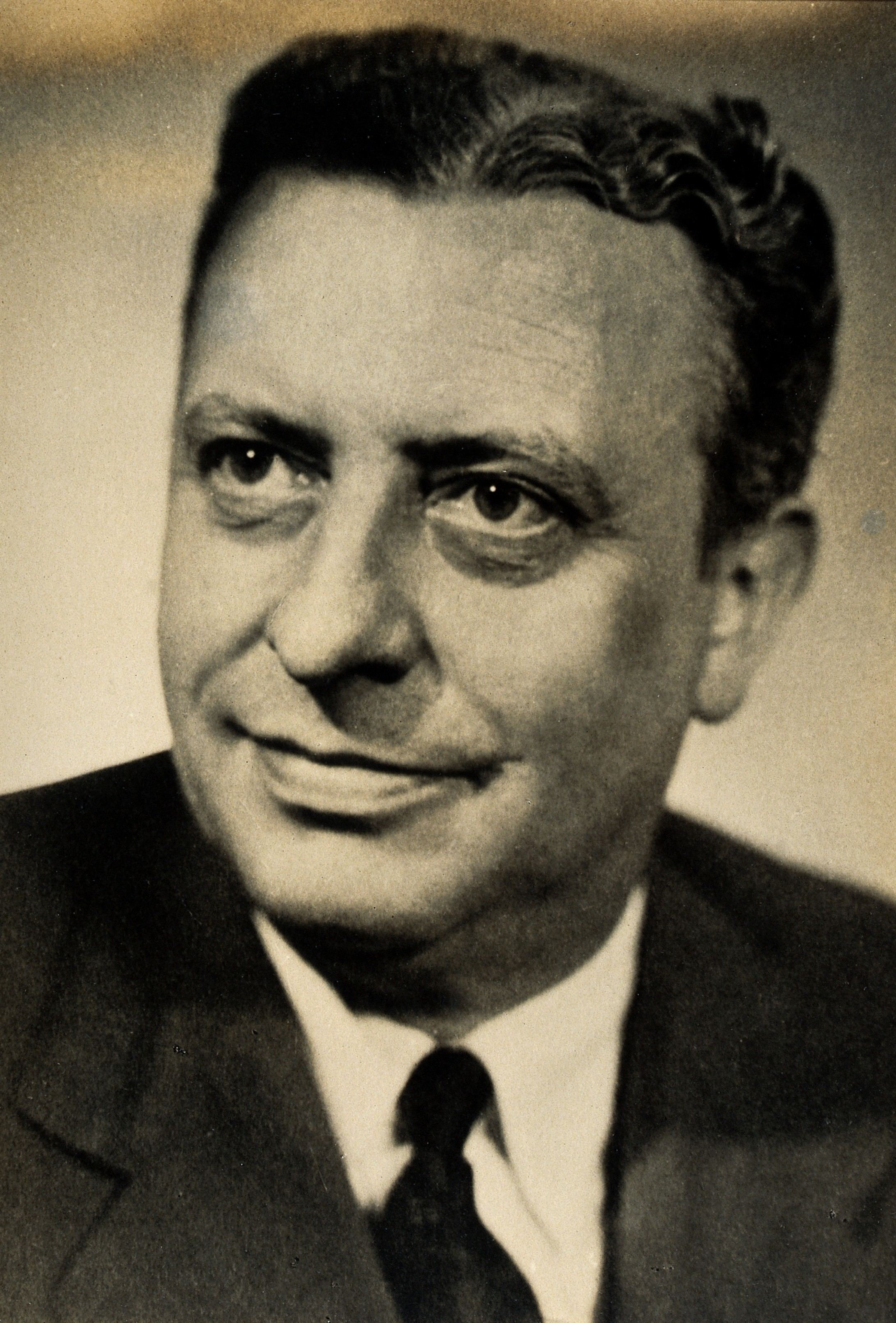
John F. Fulton
(1899–1960)

- Bill Cody (1891–1948), Filmschauspieler
- Henrik Adam Due (1891–1966), norwegischer Geiger und Musikpädagoge
- Tommy Gibbons (1891–1960), Boxer
- William Demarest (1892–1983), Schauspieler und Komiker
- Emory Parnell (1892–1979), Schauspieler
- Frank Starkey (1892–1968), Politiker
- Richard Dix (1893–1949), Film- und Theaterschauspieler sowie Filmproduzent
- Tommy Milton (1893–1962), Automobilrennfahrer
- George Moran (1893–1957), Mobster in Chicago während der Alkoholprohibition von 1919 bis 1933
- Billy Miske (1894–1924), Boxer
- Anthony Conroy (1895–1978), Eishockeyspieler
- Mike O’Dowd (1895–1957), Boxer im Mittelgewicht
- Cyril Weidenborner (1895–1983), Eishockeytorwart
- F. Scott Fitzgerald (1896–1940), Schriftsteller
- Frank Loomis (1896–1971), Leichtathlet
- Frank Sullivan (1896–1972), Filmeditor
- Walter Greaza (1897–1973), Schauspieler
- Samuel D. Sturgis III (1897–1964), Generalleutnant der United States Army
- Walter Abel (1898–1987), Schauspieler
- Leonard Irving (1898–1962), Politiker
- John F. Fulton (1899–1960), Neurophysiologe und Medizinhistoriker

## 20. Jahrhundert

### 1901–1910

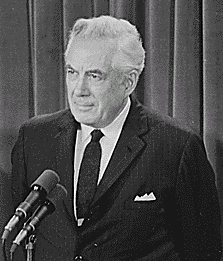
Warren E. Burger
(1907–1995)

- Roman Bohnen (1901–1949), Schauspieler
- Richard Donovan (1901–1985), Eisschnellläufer
- James Stuart Beddie (1902–1988), Historiker
- Kay Boyle (1902–1992), Schriftstellerin und Journalistin
- Alfred E. Perlman (1902–1983), Ingenieur und Manager in der Eisenbahnbranche
- Gordon R. Glennan (1903–1995), Toningenieur
- Walt Kiesling (1903–1962), American-Football-Spieler und -Trainer
- Mosher Joseph Blumenfeld (1904–1988), Bundesrichter
- Eleanore Griffin (1904–1995), Drehbuchautorin
- Jerome Hill (1905–1972), Maler, Filmemacher, Produzent, Kunstförderer und Philanthrop
- Lowell Gilmore (1906–1960), Schauspieler
- George MacKinnon (1906–1995), Jurist und Politiker
- Warren E. Burger (1907–1995), Bundesrichter
- James Byrne (1908–1996), römisch-katholischer Geistlicher und Erzbischof von Dubuque
- Arnold Sundgaard (1909–2006), Schriftsteller und Librettist

### 1911–1930

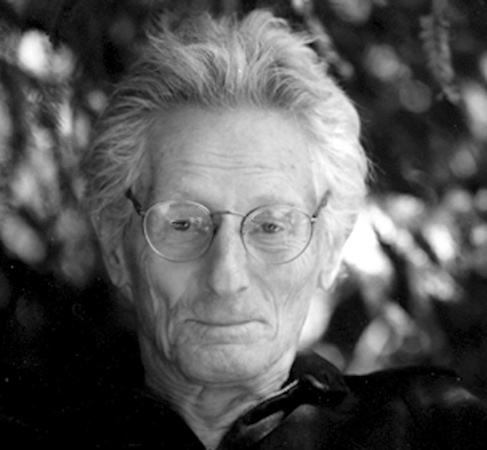
John Cunningham Lilly
(1915–2001)

- Melvin Calvin (1911–1997), Chemiker und Biochemiker
- William Lava (1911–1971), Filmkomponist und Arrangeur
- Alfred Nier (1911–1994), Physiker
- Joan Davis (1912–1961), Schauspielerin und Komikerin
- Horace Miner (1912–1993), Soziologe und Anthropologe
- Leonard Philip Cowley (1913–1973), römisch-katholischer Geistlicher, Weihbischof in Saint Paul and Minneapolis
- Gil Elvgren (1914–1980), Pin-Up-Maler und Werbezeichner
- John Vachon (1914–1975), Fotograf
- Larry Gates (1915–1996), Schauspieler
- Homer D. Hagstrum (1915–1994), Experimentalphysiker
- John Cunningham Lilly (1915–2001), Neurophysiologe
- Richard Koppe (1916–1973), Künstler der abstrakten Malerei
- Richard Pousette-Dart (1916–1992), Maler und Grafiker
- Jean Follett (1917–1990), Malerin und Bildhauerin
- Robert Vance Presthus (1917–2001), Politikwissenschaftler und Hochschullehrer
- William Colby (1920–1996), Regierungsbeamter und Direktor der CIA
- LeRoy Neiman (1921–2012), Maler
- Thomas Robert Byrne (1923–2009), Politiker und von 1966 bis 1970 Bürgermeister von Saint Paul
- Johnny Werket (1924–2010), Eisschnellläufer
- Woody Woodbury (* 1924), Komiker, Schauspieler, Fernsehpersönlichkeit und Talkshow-Host
- Perry A. Chapdelaine (1925–2015), Science-Fiction-Autor
- Joseph K. Bratton (1926–2007), Generalleutnant der United States Army
- Midge Decter (1927–2022), Publizistin und Journalistin
- Bill Frenzel (1928–2014), Politiker
- Charles J. Fillmore (1929–2014), Linguist
- James Sedin (1930–2021), Eishockeyspieler

### 1931–1940

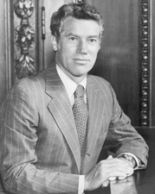
Wendell Anderson
(1933–2016)

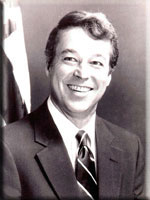
John E. Otto
(1938–2020)

- Tod Dockstader (1932–2015), Komponist elektronischer Musik
- Wendell Anderson (1933–2016), Politiker
- Dave Frishberg (1933–2021), Jazzmusiker
- Syd Mead (1933–2019), Designer für die Industrie und Filmbranche
- Kate Millett (1934–2017), Schriftstellerin und Feministin
- Jim Ryan (≈1934–2023), Jazzmusiker
- Jeanne Arth (* 1935), Tennisspielerin
- Jack McCartan (* 1935), Eishockeytorwart und -trainer
- Rozanne L. Ridgway (* 1935), Diplomatin und Wirtschaftsmanagerin
- Charles Kimbrough (1936–2023), Schauspieler und Synchronsprecher
- Rosemary Radford Ruether (1936–2022), Theologin
- Floyd Bedbury (1937–2011), Eisschnellläufer
- Herb Brooks (1937–2003), Eishockeyspieler und -trainer
- Rubén Trejo (1937–2009), Bildhauer, Maler und Professor
- Bradley Efron (* 1938), Statistiker
- Jerry Juhl (1938–2005), Drehbuchautor
- John E. Otto (1938–2020), Regierungsbeamter und Direktor des FBI
- Mike Farrell (* 1939), Schauspieler und Produzent
- Richard M. Schulze (* 1940), Unternehmer, Mitbegründer des Einzelhandelsunternehmens Best Buy
- Roger Lawrence Schwietz (* 1940), römisch-katholischer Ordensgeistlicher, emeritierter Erzbischof von Anchorage
- Gerry Spiess (1940–2019), Einhandsegler
- Bruce Vento (1940–2000), Politiker

### 1941–1950

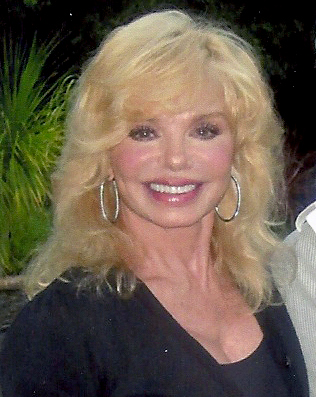
Loni Anderson
(1945–2025)

- James M. Brown (1941–2023), Jurist und Politiker
- Dick Chrysler (* 1942), Politiker
- Nancy Parsons (1942–2001), Film- und Theaterschauspielerin
- Richard Edmund Pates (* 1943), römisch-katholischer Bischof
- Dave „Snaker“ Ray (1943–2002), Bluessänger und -Gitarrist
- Loni Anderson (1945–2025), Schauspielerin
- Thomas A. Schwartz (* 1945), Vier-Sterne-General der United States Army
- Mark Hanson (* 1946), lutherischer Theologe
- Mary Meyers (1946–2024), Eisschnellläuferin[1]
- Melody Beattie (1948–2025), Schriftstellerin
- Randy Schekman (* 1948), Biochemiker
- Charles Burlingame (1949–2001), Flugkapitän von American-Airlines-Flug 77
- Dick Cohen (* 1949), Politiker
- Susan Gordon (1949–2011), Schauspielerin
- Deborah Hertz (* 1949), Historikerin
- Claudia Jennings (1949–1979), Schauspielerin
- Michael Marrinan (* 1949), Kunsthistorikerin
- Frank Sanders (1949–2012), Eishockeyspieler[2]
- Craig Sarner (* 1949), Eishockeyspieler und -trainer
- John Wooley (* 1949), Journalist und Autor
- Mike Thibault (* 1950), Basketballtrainer

### 1951–1960
- Dave Winfield (* 1951), Baseballspieler
- Christopher Cox (* 1952), Politiker

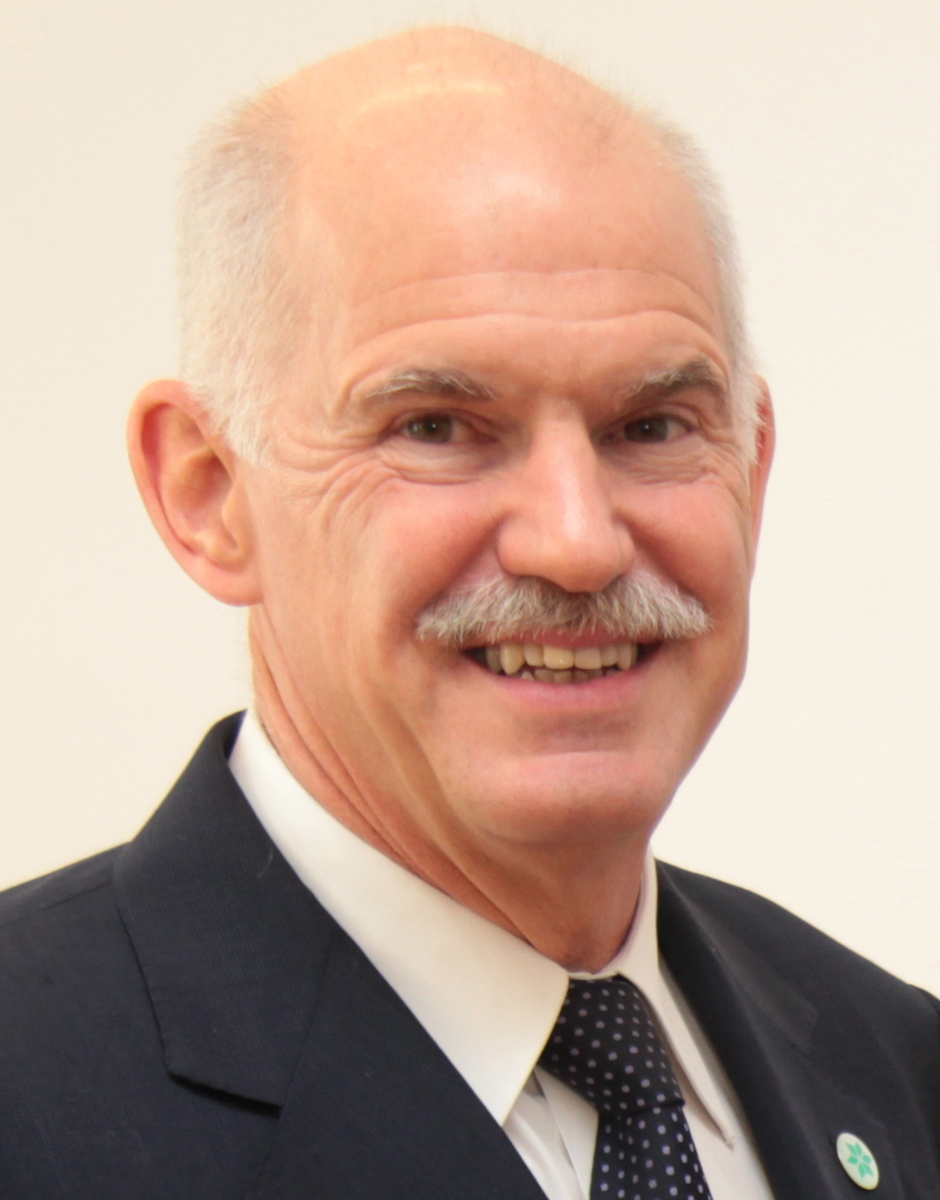
Giorgos A. Papandreou
(* 1952)

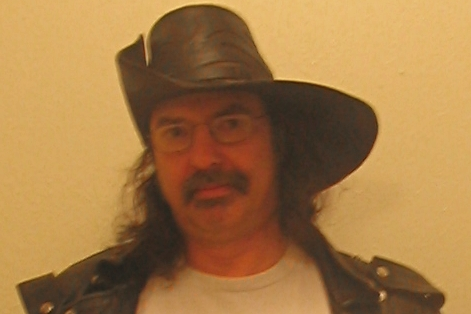
Steven Brust
(* 1955)

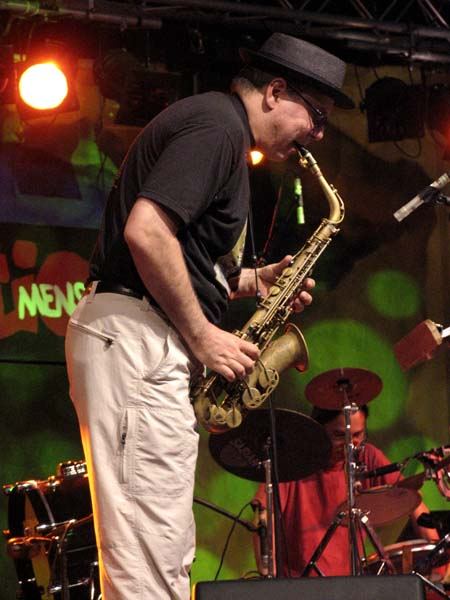
Marty Ehrlich
(* 1955)

- Georgios Andrea Papandreou (* 1952), griechischer Politiker und Ministerpräsident Griechenlands
- John Tooby (1952–2023), Anthropologe
- Louie Anderson (1953–2022), Komiker, Schauspieler und Autor
- Cynthia J. Burrows (* 1953), Chemikerin
- Tom Younghans (* 1953), Eishockeyspieler, -trainer und -scout
- Dave Langevin (* 1954), Eishockeyspieler und -trainer
- Steven Brust (* 1955), Fantasyautor
- Marty Ehrlich (* 1955), Jazzsaxophonist, Klarinettist und Flötist
- Paul Holmgren (* 1955), Eishockeyspieler
- Tony Garnier (* 1956), Musiker
- Paul Molitor (* 1956), Baseballspieler
- Benson Whitney (* 1956), Botschafter
- Greg Bartholomew (* 1957), Komponist
- Duane G. Carey (* 1957), Astronaut
- Tom Gorence (* 1957), Eishockeyspieler
- Steve Janaszak (* 1957), Eishockeytorwart
- Alice Goodman (* 1958), Autorin, Librettistin und Priesterin der Anglikanischen Kirche
- Tim Kaine (* 1958), Politiker und Gouverneur des Bundesstaates Virginia
- Rob McClanahan (* 1958), Eishockeyspieler
- Michael O’Leary (* 1958), Schauspieler
- Joseph L. Votel (* 1958), General
- Laila Robins (* 1959), Schauspielerin
- Tim Pawlenty (* 1960), Politiker und Gouverneur des Bundesstaates Minnesota

### 1961–1970
- Scott Bjugstad (* 1961), Eishockeyspieler
- Chris Coleman (* 1961), Politiker

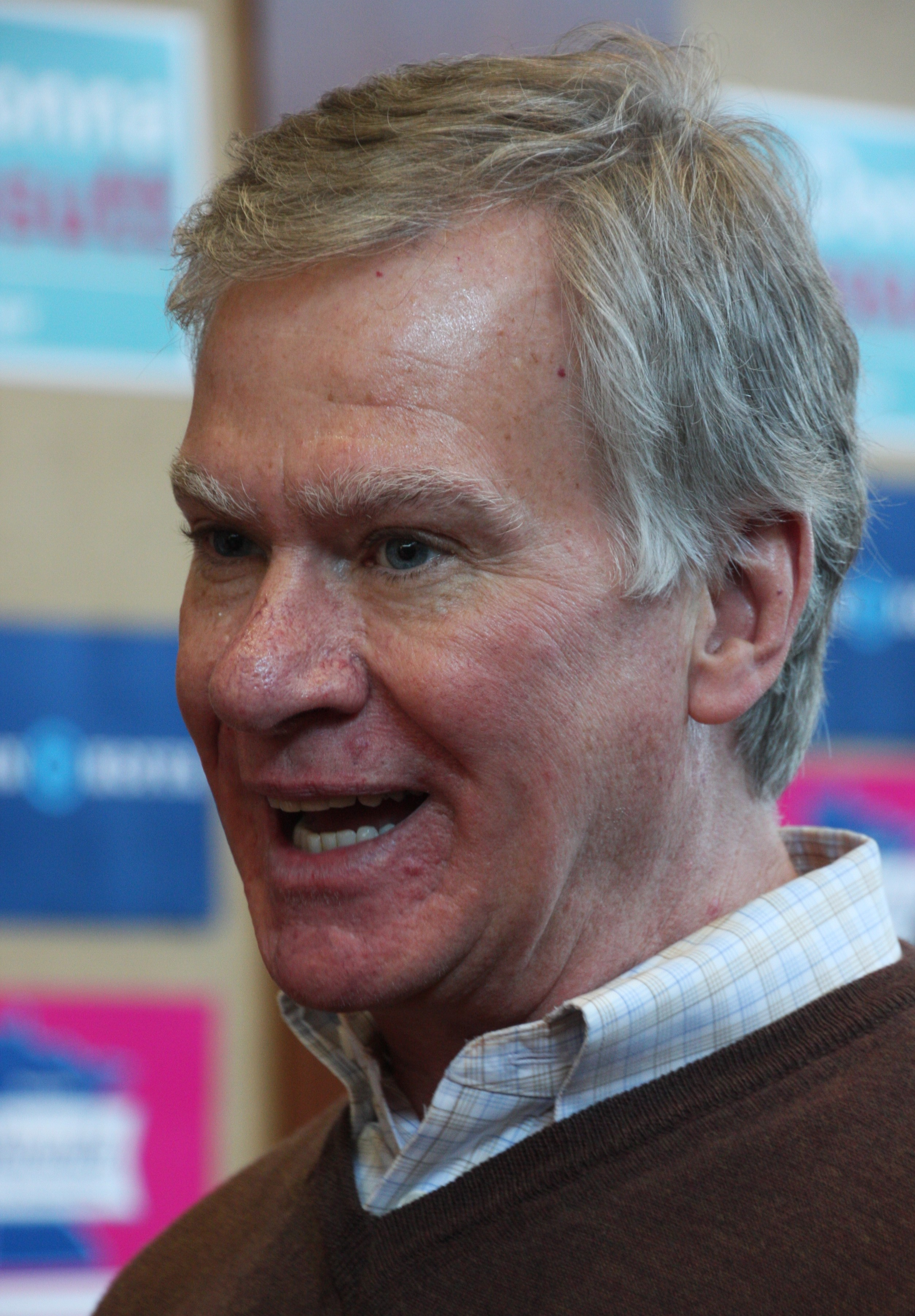
Chris Coleman
(* 1961)

- Steven Griffith (1961–2022), Eishockeyspieler
- Grant Hart (1961–2017), Schlagzeuger, Gitarrist und Songschreiber
- Chad Smith (* 1961), Schlagzeuger der kalifornischen Funk-Rockband Red Hot Chili Peppers
- John D. LeMay (* 1962), Schauspieler
- Bill Schafhauser (* 1962), schweizerisch-amerikanischer Eishockeyspieler
- Ray Shero (1962–2025), Eishockeyspieler und -manager
- Katie Class (* 1963), Eisschnellläuferin
- Michael Hayden (* 1963), Schauspieler
- Heidemarie Stefanyshyn-Piper (* 1963), Astronautin
- Tom Cushman (* 1964), Eisschnellläufer
- Phil Housley (* 1964), Eishockeyspieler
- John Baskfield (* 1965), Eisschnellläufer
- Jake Garber (* 1965), Maskenbildner und Spezialeffektkünstler
- Vince Flynn (1966–2013), Autor von Politthrillern
- Greg Baker (* 1968), Schauspieler[3]
- Michael Kinney (* 1969), Komponist und Musikpädagoge
- Damian Rhodes (* 1969), Eishockeytorhüter
- Will Grigsby (* 1970), Boxer im Halbfliegengewicht
- Bret Hedican (* 1970), Eishockeyspieler
- David John Schwartz (* 1970), Science-Fiction- und Fantasyautor

### 1971–1980

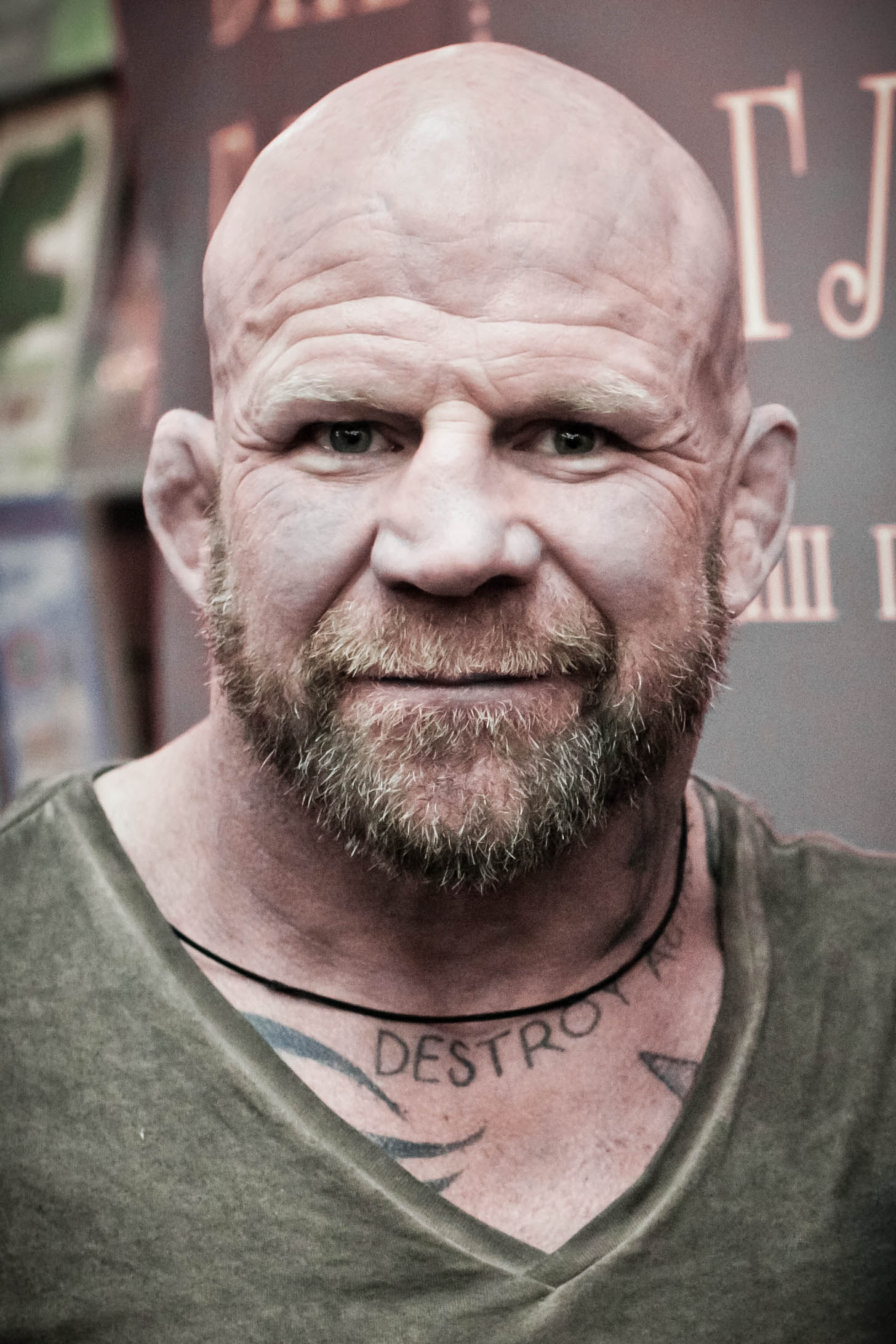
Jeff Monson
(* 1971)

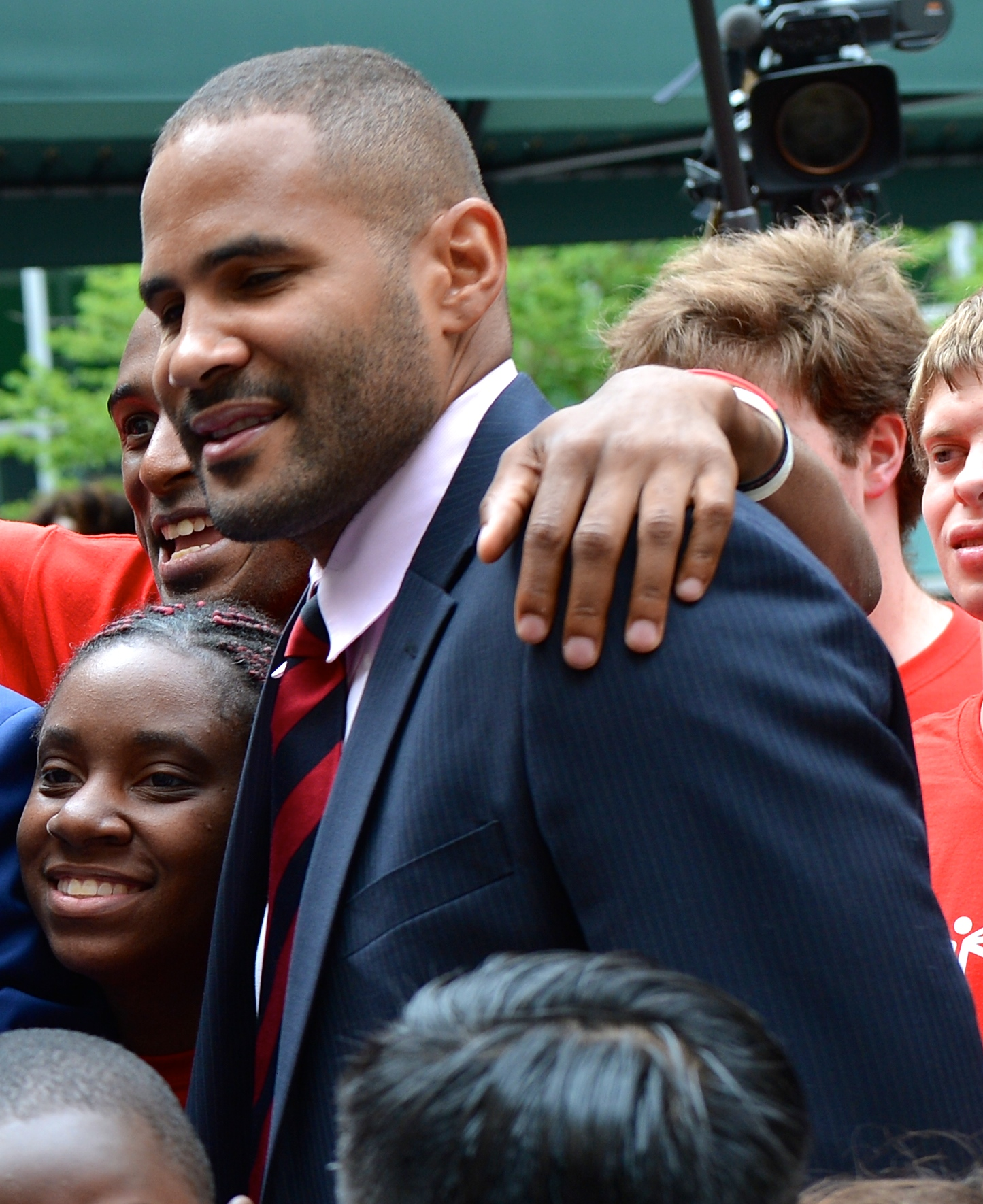
Tony Sanneh
(* 1971)

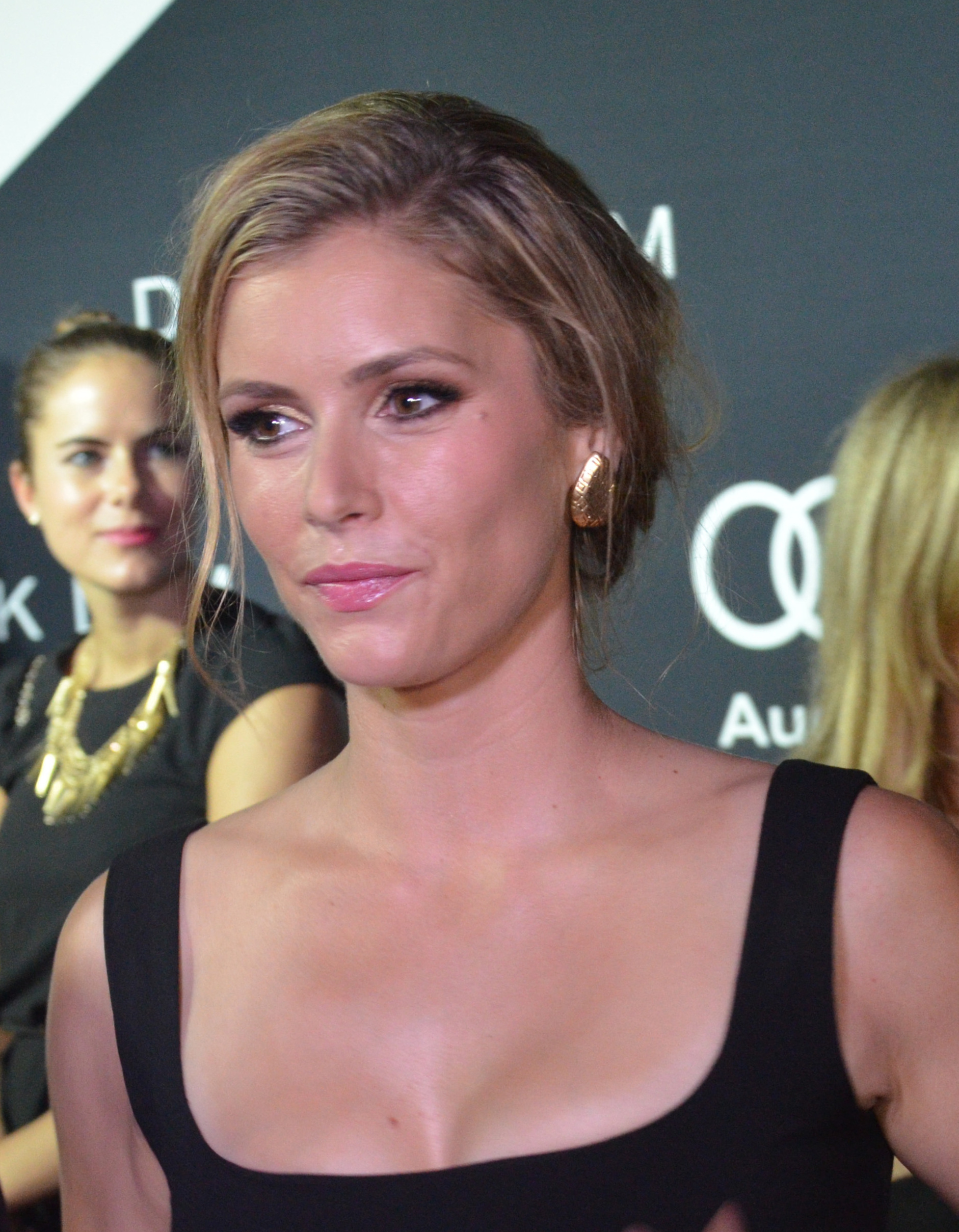
Brianna Brown
(* 1979)

- Tara Laszlo (* 1971), Eisschnellläuferin[4]
- Jeff Monson (* 1971), russischer Kampfsportler, Mixed-Martial-Arts-Kämpfer und Politiker US-amerikanischer Herkunft
- Tony Sanneh (* 1971), Fußballspieler
- Craig Johnson (* 1972), Eishockeyspieler
- Paul Moga (* 1972), Generalmajor der United States Air Force
- Charles Sanft (* 1972), Sinologe
- Brian Bonin (* 1973), Eishockeyspieler
- John Erick Dowdle (* 1973), Filmregisseur, Filmproduzent und Drehbuchautor
- Alana Blahoski (* 1974), Eishockeyspielerin und -trainerin
- Pat Fraher (* 1974), Basketballschiedsrichter
- Tony Benshoof (* 1975), Rennrodler
- Tom Malchow (* 1976), Schwimmer
- Ian Anthony Dale (* 1978), Schauspieler
- Josh Hartnett (* 1978), Schauspieler
- Scott Lynch (* 1978), Fantasy-Autor
- Nate Richert (* 1978), Schauspieler
- Brianna Brown (* 1979), Schauspielerin
- Abigail Larson (* 1979), Skilangläuferin

### 1981–2000
- Adam Berkhoel (* 1981), Eishockeytorwart

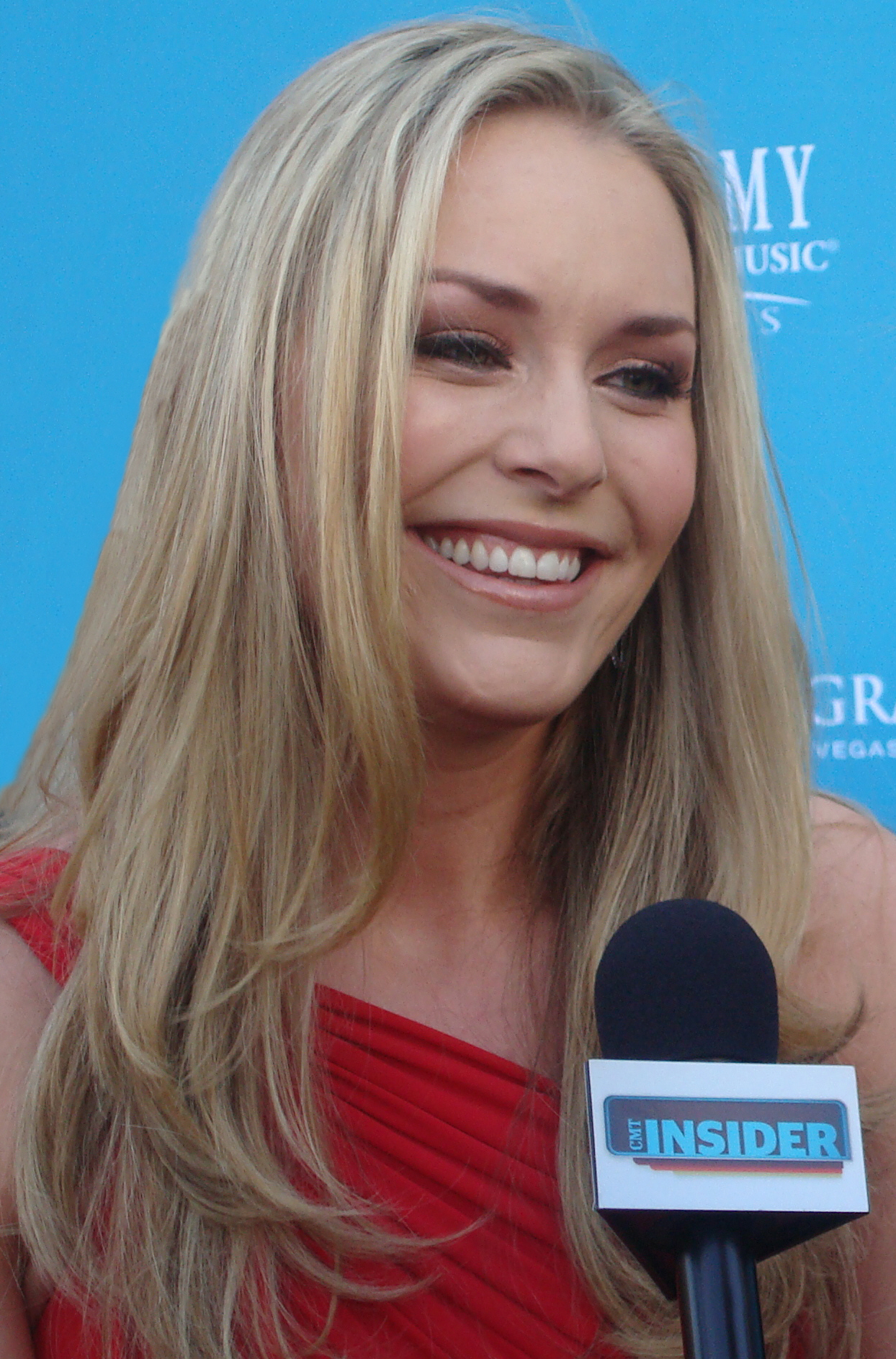
Lindsey Vonn
(* 1984)

- Eyedea (1981–2010), Freestyle‐ und Undergroundrapper
- Micah Boyd (* 1982), Ruderer[5]
- Natalie Darwitz (* 1983), Eishockeyspielerin
- Joe Mauer (* 1983), Baseballspieler
- David Chodounsky (* 1984), Skirennläufer
- Lindsey Dehlin (* 1984), Skilangläuferin
- Lindsey Vonn (* 1984), Skirennläuferin
- Andre Smith (* 1985), Basketballspieler
- Margaret Crowley (* 1986), Eisschnellläuferin
- Devin Kelley (* 1986), Schauspielerin
- Maria Lamb (* 1986), Eisschnellläuferin[6]
- Brittany Viola (* 1987), Wasserspringerin
- Kyle Okposo (* 1988), Eishockeyspieler
- Michael Floyd (* 1989), American-Football-Spieler
- Trevor Mbakwe (* 1989), Basketballspieler
- Ryan McDonagh (* 1989), Eishockeyspieler
- Robert Brant (* 1990), Boxer
- Nick Jensen (* 1990), Eishockeyspieler
- Anders Lee (* 1990), Eishockeyspieler
- Susie Scanlan (* 1990), Fechterin
- Rachel Keller (* 1992), Schauspielerin
- Emily Rudd (* 1993), Schauspielerin und Model
- Lee Stecklein (* 1994), Eishockeyspielerin
- Kelly Catlin (1995–2019), Radsportlerin
- Akeem Sirleaf (* 1997), liberianischer Sprinter
- Jackson Yueill (* 1997), Fußballspieler
- K’Andre Miller (* 2000), Eishockeyspieler

### 2001–2020
- Peter Moore (* 2001), Radsportler

### Geburtsjahr unbekannt
- Lisa Cohen (* 20. Jahrhundert), Schauspielerin

## 21. Jahrhundert
- Peter Moore (* 2001), Radsportler
- Jalen Suggs (* 2001), Basketballspieler